# Kuzpınar, Darende
Kuzpınar là một xã thuộc huyện Darende, tỉnh Malatya, Thổ Nhĩ Kỳ. Dân số thời điểm năm 2011 là 28 người.